# Viva la gente (organización)
Viva la gente (en su nombre original en inglés Up With People) se presenta como una "entidad internacional educativa sin animo de lucro".
Organización dirigida a todo el público nacida en 1965 con el propósito de crear conciencia en diversas comunidades sobre la situación actual del mundo, esto tiene como objetivo modificar la actitud y manera de pensar en la gente, para así crear un mejor lugar para todos.
Conoció cierta celebridad desde los años 60 y 70 con canciones como "Viva la gente", que da nombre a la organización. Cuenta con una larga historia que incluye gran número de participantes, actuaciones y audiencias. Unos 20 millones de personas en 48 países del mundo han asistido a sus actuaciones, se han proporcionado unos 3 millones de horas de servicios comunitarios y 450.000 familias han alojado miembros en sus hogares. Los antiguos miembros suman unos 20.000 en 79 países distintos.
Se organizan selecciones de jóvenes entre los 18 y 29 años, que viajan, durante uno o dos periodos de 5 a 6 meses, a distintos lugares del mundo. Además de participar en las representaciones, los miembros participan en actividades de voluntariado y colaboran con las entidades locales como una forma de corresponder a quienes los alojan. En el presente la organización tiene dos grupos viajando cada año, uno de enero a junio y el otro de julio a diciembre. El formato de un semestre comenzó en 2004, cuando la organización reabrió sus puertas después de cesar actividades en 2000. En la etapa anterior había una media de cinco grupos realizando giras, cada uno de ellos viajando durante un año.